# 波氏菲蛛
波氏菲蛛（学名：Phidippus pateli）为跳蛛科菲蛛属的动物。分布于印度以及中国大陆的西藏等地，多生活于草丛。该物种的模式产地在印度。